# Septoria silvicola
Septoria silvicola är en svampart som beskrevs av Desm. 1859. Septoria silvicola ingår i släktet Septoria och familjen Mycosphaerellaceae.   Inga underarter finns listade i Catalogue of Life.